# Emil Jarosch
Emil Jarosch (* 11. November 1922 in Pockau, Kreis Marienberg) ist ein ehemaliger deutscher Politiker (SED) und Wirtschaftsfunktionär. Er war stellvertretender Vorsitzender des Rates des Bezirkes Erfurt sowie Generaldirektor des VEB Kombinat Oberbekleidung in Erfurt.

## Leben
Jarosch war ausgebildeter Kaufmann und Diplomjournalist. Er übte verschiedene Wirtschaftsfunktionen aus, unter anderem war er Abteilungsleiter in der VVB Landmaschinen- und Traktorenbau sowie Werkdirektor des VEB Mähdrescherwerkes Weimar. 
Jarosch war ab Oktober 1963 Abgeordneter des Bezirkstages Erfurt. Im November 1963 wurde er als Nachfolger von Werner Fieker stellvertretender Vorsitzender des Rates des Bezirkes Erfurt und Vorsitzender des Bezirkswirtschaftsrates. Ab 1964 war er Mitglied der Bezirksleitung Erfurt der Sozialistischen Einheitspartei Deutschlands (SED) und gehörte von April 1967 bis April 1976 dem Sekretariat der SED-Bezirksleitung an. Er blieb bis Dezember 1989 Mitglied der Bezirksleitung, wurde zuletzt auf der SED-Bezirksdelegiertenkonferenz im April 1986 in die Bezirksleitung gewählt.
1965 promovierte Jarosch an der Karl-Marx-Universität Leipzig zum Dr. rer. oec. Von September 1974 bis März 1980 fungierte er als stellvertretender Vorsitzender des Rates des Bezirkes Erfurt für bezirksgeleitete Industrie, Lebensmittelindustrie und örtliche Versorgungswirtschaft. Er wurde von Helmut Bauer abgelöst und anschließend Generaldirektor des VEB Kombinat Oberbekleidung in Erfurt.

## Schriften (Auswahl)
- Erfahrungen, Methoden und ökonomische Ergebnisse bei der Planung und Leitung der Neuererbewegung im VEB Weimar-Werk (früher VEB Mähdrescherwerk Weimar). Karl-Marx-Universität Leipzig 1965 (Dissertation).
- Zur Entwicklung und Produktion von Erzeugnissen mit hohem wissenschaftlichen Niveau in der bezirksgeleiteten Industrie des Bezirkes Erfurt: Erfahrungen sozialistischen Leitungstätigkeit. Informationen zur Weiterbildung auf dem Gebiet der sozialistischen Wirtschaftsführung. Zentralinstitut für sozialistische Wirtschaftsführung beim ZK der SED, Berlin 1979.

### Artikel
- Vorstellungen zum künftigen System der Materialwirtschaft im Landmaschinenbau. In: Die Materialwirtschaft, Nr. 1 (1958).
- Leitung und Planung müssen eine modische Produktion mobilisieren. In: Die Wirtschaft, (1974), Nr. 12, S. 9ff.
- Zu einigen Problemen der territorialen Rationalisierung. In: Intensivierung der betrieblichen Reproduktion. Akademie-Verlag, Berlin 1976, S. 126–128
- Entwicklung moderner Erzeugnisse und Aufwandssenkung als wesentliche Bedingungen für die Deckung des Bedarfs der Bevölkerung und für den Export von Erzeugnissen der Konfektionsindustrie. In: Wirtschaftswissenschaft, Band 32 (1984), S. 252ff.
- Rechnergestützte Beschleunigung des Reproduktionsprozesses, Erhöhung von Reaktionsfähigkeit und Flexibilität. In: Wolfgang Weichelt (Hrsg.): Der 40. Jahrestag der Befreiung – vier Jahrzehnte Entwicklung einer marxistisch-leninistischen Staats- und Rechtswissenschaft der DDR. Tagung des Rates für Staats- und Rechtswissenschaftliche Forschung an der Akademie der Wissenschaften der DDR vom 12. April 1985. Akademie Verlag, Berlin 1987, S. 97ff.

## Auszeichnungen
- Vaterländischer Verdienstorden in Bronze (1973), in Silber (1979) und in Gold (1984)[3]